# مقاطعة شارلوت (فلوريدا)
مقاطعة شارلوت هي مقاطعة في فلوريدا، بلغ عدد سكانها 159٬978  نسمة، في 2010، عاصمتها بونتا غوردا، فلوريدا، تبلغ مساحتها 2٬225 كيلومتر مربع.

## الموقع
تشترك في الحدود مع:
- مقاطعة ديسوتو
- مقاطعة غلادس (فلوريدا)
- مقاطعة هندري (فلوريدا)
- مقاطعة هايلاندز
- مقاطعة لي
- مقاطعة ساراسوتا (فلوريدا).

## التقسيمات الإدارية
- بونتا غوردا، فلوريدا.